# بطولة باريس المفتوحة 1975 - الفردي
في بطولة باريس المفتوحة 1975 - الفردي فاز الهولندي توم أوكر بلقب البطولة بعد فوزه على الأمريكي أرثر أش في المباراة النهائية بنتيجة 6–3، 2–6، 6–3، 3–6، 6–4.

## التوزيع
| 1. جييرمو فيلاس (الجولة الثانية) 2. أرثر أش (النهائي) 3. إيلي ناستاسي (نصف النهائي) 4. خايمي فيلول (ربع النهائي) | 1. أدريانو باناتا (الجولة الأولى) 2. إدي دبس (ربع النهائي) 3. أوني بارون (ربع النهائي) 4. روسكو تانر (ربع النهائي) |

## المباريات

### مفتاح
- Q = متأهل Qualifier
- WC = وايلد كارد Wild Card
- LL = خاسر محظوظ Lucky Loser
- Alt = بديل Alternate
- SE = Special Exempt
- PR = تصنيف محمي Protected Ranking
- w/o = فوز سهل Walkover
- r = انسحاب Retired
- d = Defaulted
- SR = Special ranking
- ITF = ITF entry
- JE = Junior exempt

- تنبيه: The نصف النهائي and النهائي were the best of 5 sets while all other rounds were the best of 3 sets.

### النهائي
| النهائي |          |   |   |   |   |   |
|         |          |   |   |   |   |   |
|         | توم أوكر | 6 | 2 | 6 | 3 | 6 |
| 2       | أرثر أش  | 3 | 6 | 3 | 6 | 4 |